# Giro dei Paesi Baschi 2000
Il Giro dei Paesi Baschi 2000, quarantesima edizione della corsa, si svolse dal 3 al 7 aprile 2000 su un percorso di 822,5 km ripartiti in cinque tappe (l'ultima suddivisa in 2 semitappe). Fu vinto da Andreas Klöden, davanti a Danilo Di Luca e Laurent Jalabert.

## Tappe
| Tappa  | Data     | Percorso                                | km    | Vincitore di tappa | Leader cl. generale |
| ------ | -------- | --------------------------------------- | ----- | ------------------ | ------------------- |
| 1ª     | 3 aprile | Oñati > Oñati                           | 130   | Massimo Codol      | Massimo Codol       |
| 2ª     | 4 aprile | Oñati > Trapagaran                      | 190   | Danilo Di Luca     | Danilo Di Luca      |
| 3ª     | 5 aprile | Trapagaran > Vitoria-Gasteiz            | 190   | Stefano Zanini     | Danilo Di Luca      |
| 4ª     | 6 aprile | Vitoria-Gasteiz > Doneztebe             | 199   | Laurent Jalabert   | Danilo Di Luca      |
| 5ª-1ª  | 7 aprile | Doneztebe > Azkoitia                    | 105   | Gabriele Colombo   | Danilo Di Luca      |
| 5ª-2ª  | 7 aprile | Azkoitia > Madaritza (Cron.individuale) | 8,5   | Andreas Klöden     | Andreas Klöden      |
| Totale | Totale   | Totale                                  | 822,5 |                    |                     |

## Classifiche finali

### Classifica generale
| Pos. | Corridore        | Squadra           | Tempo     |
| ---- | ---------------- | ----------------- | --------- |
| 1    | Andreas Klöden   | Deutsche Telekom  | 21h53'24" |
| 2    | Danilo Di Luca   | Cantina Tollo     | a 5"      |
| 3    | Laurent Jalabert | ONCE              | a 31"     |
| 4    | Bingen Fernández | Euskaltel-Euskadi | a 33"     |
| 5    | Davide Rebellin  | Liquigas          | a 37"     |